# Rob Bottin
Rob Bottin (Los Angeles, 1º aprile 1959) è un truccatore ed effettista statunitense.

## Biografia
Il suo ingresso nel mondo del cinema avvenne quando, all'età di 14 anni, inviò alcune sue illustrazioni all'esperto di make-up e effetti speciali Rick Baker, il quale decise di accettarlo come suo aiutante. I due lavorarono assieme in svariati film; il primo film in cui Bottin lavorò da solo fu L'ululato di Joe Dante (1981), che batté di pochi mesi Un lupo mannaro americano a Londra di John Landis, come primo film in cui viene mostrata una trasformazione in diretta da uomo a licantropo.
Il lavoro che lo consacrò come uno dei massimi esperti di effetti speciali fu dell'anno seguente, ovvero La cosa di John Carpenter (1982), i cui effetti furono giudicati ottimi dagli appassionati, ma troppo grotteschi da vari critici cinematografici. Bottin aveva già collaborato in precedenza con Carpenter per il film Fog, in cui, oltre ad aver realizzato gli effetti speciali del make-up, è apparso in un breve cameo al termine del film nei panni del capitano Blake. Altri film a cui Bottin ha lavorato sono RoboCop, Atto di forza, per cui ricevette un Oscar speciale, e Fight Club.

## Filmografia parziale

### Truccatore
- Fog (The Fog), regia di John Carpenter (1980)
- L'ululato (The Howling), regia di Joe Dante (1981)
- Ai confini della realtà (Twilight Zone: The Movie), regia di John Landis, Steven Spielberg, Joe Dante e George Miller (1983)
- La cosa (The Thing), regia di John Carpenter (1982)
- RoboCop, regia di Paul Verhoeven (1987)
- Atto di forza (Total Recall), regia di Paul Verhoeven (1990)
- Seven, regia di David Fincher (1995)
- Deep Rising - Presenze dal profondo (Deep Rising), regia di Stephen Sommers (1998)

### Effetti speciali
- Basic Instinct, regia di Paul Verhoeven (1992)
- RoboCop 3, regia di Fred Dekker (1993)
- Fight Club, regia di David Fincher (1999)

### Attore
- Fog (The Fog), regia di John Carpenter (1980)

## Riconoscimenti
L'anno si riferisce all'anno della cerimonia di premiazione.
- 1983
  - Nomination Saturn Award per i migliori effetti speciali per La cosa (The Thing)
- 1987
  - Nomination Oscar al miglior trucco insieme a Peter Robb-King per Legend
  - Nomination BAFTA al miglior trucco insiemem a Peter Robb-King per Legend
- 1988
  - Nomination BAFTA ai migliori effetti speciali insieme a Phil Tippett, Peter Kuran e Rocco Gioffre per RoboCop
- 1991
  - Oscar Special Achievement Award per gli effetti visivi insieme a Eric Brevig, Tim McGovern e Alex Funke per Atto di forza (Total Recall)